# Banco Popular Español
Banco Popular Español S.A. — испанская банковская группа компаний. Штаб-квартира компании расположена в Мадриде. Была шестой по величине банковской группой Испании, пока не была куплена Banco Santander, в качестве мер по спасению испанского банковского сектора в 2017 году. Входила в список крупнейших банковских компаний Европы по версии Forbes в 2015 году. Группа состояла из следующих компаний:
- Национальный банк: Banco Popular Español
- Региональный банк: Banco Pastor
- Ипотечный банк: Banco Popular Hipotecario
- Частный банк: Popular Banca Privada
- Филиал во Франции: Banco Popular France (продан в декабре 2008 года французскому банку Crédit Mutuel-CIC и переименован в CIC Iberbanco)
- Филиал в Португалии: Banco Popular Portugal
- Дочерняя компания в США: TotalBank Miami Dade
- Независимый интернет-банк: WiZink[4]
- Дочерний девелопер: Aliseda
- Филиалы за рубежом: Бельгия, Чили, Германия, Гонконг, Марокко, Нидерланды, Швейцария, Великобритания, Италия, Франция, Венесуэла.

## История
1926: Основана Banco Popular Español (BPE).
1968: BPE открывает представительство в Париже, которое становится не просто офисом, а дочерним предприятием, которое к 1991 году имело сеть из 14 отделений во Франции.
1992: BPE преобразовывает свою дочернюю компанию во Франции в совместное предприятие с Banco Comercial Português под названием Banco Popular Comercial.
2000: BPE открывает сеть филиалов в Португалии.
2002: BPE и Banco Comercial Português прекращают совместный бизнес; Banco Popular Comercial становится дочерней компанией Banco Popular и меняет название на Banco Popular France. В Португалии Banco Popular покупает Banco Nacional de Crédito (BNC) и передает свои существующие филиалы в BNC. Позже, в 2005 году, BNC сменил название на Banco Popular Portugal.
2007: BPE купила небольшой банк в Южной Флориде (США) под названием TotalBank за 300 миллионов долларов США. Банк имеет 20 отделений в Майами и более 400 сотрудников.
2017: Европейский единый механизм по работе с проблемными банками начинает процедуру санации Banco Popular. Все существующие активы продаются Banco Santander S.A. за символические 1 евро. 8 августа 2017 года было объявлено, что Banco Santander продаст свою часть бизнеса Banco Popular в сфере недвижимости нью-йоркской частной акционерной корпорации Blackstone Group.